# جاي دي بيتش
جاي دي بيتش (بالإنجليزية: J. D. Beach)‏ مواليد 12 أكتوبر 1991 في واشنطن، هو متسابق دراجات نارية أمريكي.

## روابط خارجية
- جاي دي بيتش على موقع WorldSBK.com (الإنجليزية)